# Міжнародні відносини Японії

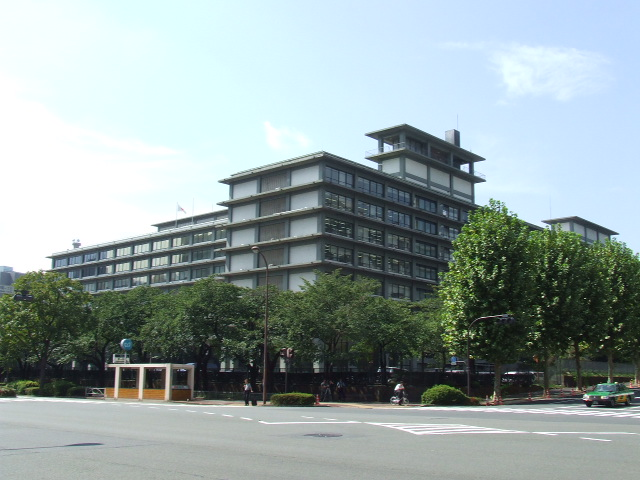
Міністерство закордонних справ Японії.

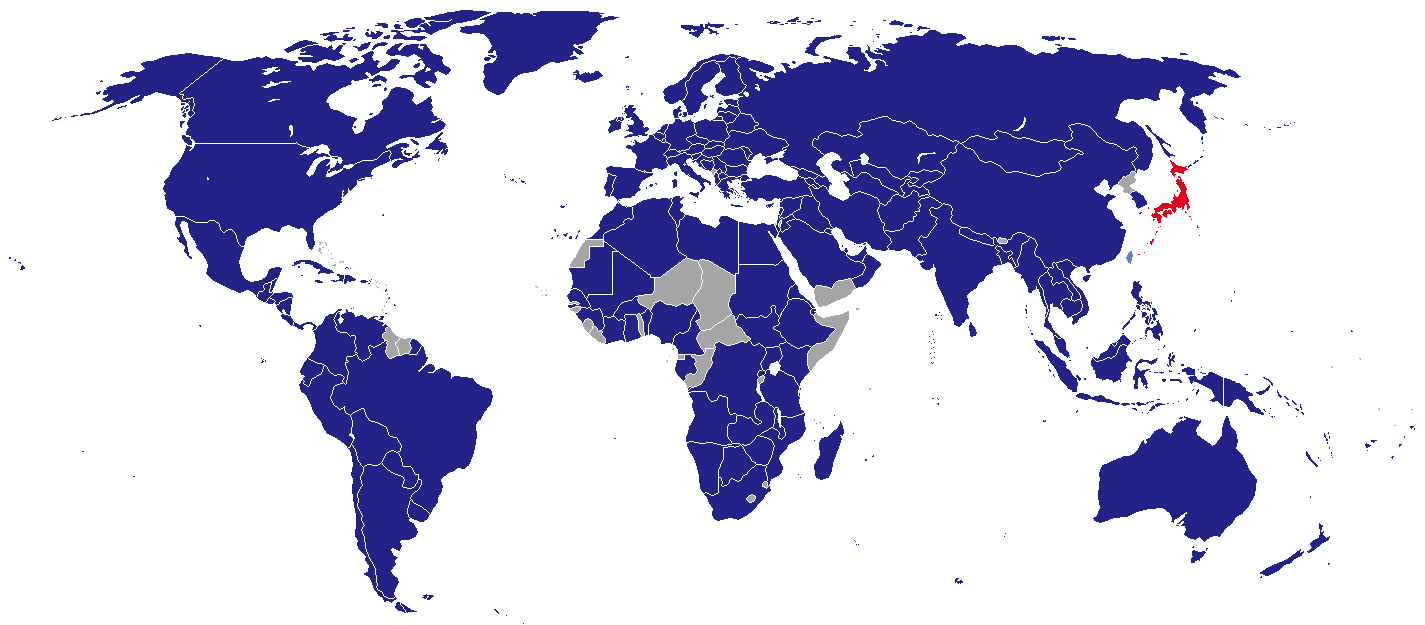
Країни, в яких Японія має дипломатичні представництва.

Міжнаро́дні відно́сини Японії (яп. 日本の国際関係, にっぽんのがいこう) - сукупність усіх параметрів зовнішньої політики країни.

## Основні напрямки
Висхідною точкою японської дипломатії новітнього часу є 28 квітня 1952 року. В цей день ООН ратифікувала Сан-Франциський мирний договір, за яким Японія відновлювала свою незалежність і ставала повноправним членом міжнародного співтовариства після поразки у Другій світовій війні. Паралельно з цим японський уряд уклав із США двосторонній договір про безпеку, що включив Японію в сферу американських політичних і військових інтересів. Окупаційні бази американських збройних сил, розташовані в Японії після 1945 року, були перетворені на союзницькі бази. Країна опинилася в таборі західних капіталістичних сил, що протистояли соціалістичному табору на чолі з СРСР в ході Холодної війни. Хоча зміст японсько-американських відносин мінявся з часом, японська зовнішня політика була постійно залежною від дипломатії США. Ця залежність зберігається по-сьогодні, на початку 21 століття.
Японсько-американські відносини залишаються наріжними у японській системі повоєнних міжнародних відносин. Японський уряд намагається послаблювати свою залежність від США, дотримуючись курсу «рівновіддаленої» або «всесторонньої» дипломатії у відносинах з іншими країнами. Після вступу до ООН 1956 року, Японія проводить активно співпрацює з членами організації. Хоча країна є другою після США за розмірами внесків в бюджет ООН, її політичний вплив у світі незначний. Через це Японія має за мету стати постійним членом Ради Безпеки ООН.

## Двосторонні відносини

### Росія

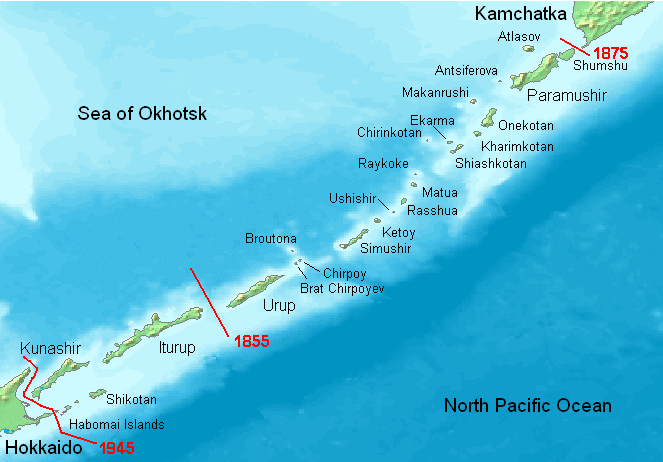
Курильські острови.

Перші контакти японців з росіянами датуються 18 століттям. Двосторонні відносини були започатковані 1855 року підписанням Сімодського трактату. Державний кордон між обома країнами було визначено Санкт-Петербурзьким договором 1875 року, за яким Російська імперія отримувала Сахалін, а Японія — Курильські острови. 1904 року, в результаті конфлікту інтересів в Маньчжурії та Кореї, між обома країнами спалахнула війна. Вона закінчилася 1905 року перемогою Японії і підписанням Портсмутського договору. За результатами конфлікту Росія поступилася японцям південним Сахаліном.
До жовтневого перевороту 1917 року відносини між обома країнами були дружніми, націленими на стримування колоніальних амбіцій європейських держав та США в Азії. Проте після встановлення в Росії більшовицької влади, японський уряд розірвав відносини і взяв участь в інтервенції на російський Далекий Схід 1918 року. У 1938—1939 роках обидві держави воювали одна проти одної в Монголії, в боях при Хасані та Халхин-Голі.
Під час Другої світової війни Японія і СРСР уклали пакт про нейтралітет 1941 року. Він був розірваний радянською стороною в 1945 році. Під час японсько-радянської війни СРСР окупував японський південний Сахалін та Курильські острови. Оскільки Москва відмовилася підписати Сан-Франциський мирний договір 1951 року, між обома країнами виникла проблема неврегульованості кордонів в районі Курил. В жовтні 1956 року Японія та СРСР уклали перемир'я та погодилися на відновлення міждержавних відносин, залишивши територіальну проблему не вирішеною.
Після розвалу СРСР японський уряд сподівався на повернення південних Курил від російського уряду. Проте переговорний процес зайшов у безвихідь з приходом до влади в Росії Володимира Путіна. Станом на 2011 рік між обома країнами досі не підписано мирного договору через Курили. Японський уряд вимагає повернення південних Курильських островів Ітуруп, Кунашир, Шикотан і Хабомай; російський уряд відмовляється визнавати проблему, вважаючи острови своїми. Вирішення питання через міжнародні інстанції гальмується Росією.

### США
- 1854 — японсько-американський договір про дружбу (日米和親条約)
- 1858 — японсько-американський договір про дружбу і торгівлю (日米修好通商条約)
- 1894 — японсько-американський договір про торгівлю і мореплавання (日米通商航海条約)
- 1911 — японсько-американський договір про торгівлю і мореплавання (日米通商航海条約)
- 1941—1945 — війна в Тихому океані
- 1951 — японсько-американський договір про безпеку (日米安全保障条約)
- 1952 — міжурядова угода (日米行政協定)
- 1953 — японсько-американський договір про торгівлю і мореплавання (日米通商航海条約)
- 1960 — японсько-американська угода про статус американських військ (日米地位協定)

### Україна

Японки в українських костюмах

Перші контакти між українцями і японцями мали місце в 18 столітті на теренах Сибіру та Примор'я. В японських джерелах 19 століття українські землі згадувалися як територія проживання козаків. Впродовж 20 століття відносини між обома народами розвивалися у фарватері японсько-російських міждержавних відносин. Українці брали участь в російсько-японській (1904—1905) та радянсько-японській (1945) війнах, колонізації японського Сахаліну та Курил. Українська еміграція співпрацювала з японським урядом з метою створення на теренах Зеленого Клину незалежної від Росії української держави. 1991 року, після розпаду СРСР, Японія визнала незалежність України і наступного року встановила з нею дипломатичні відносини. 1993 року відкрилося японське посольство в Києві, а 1995 року — українське посольство в Токіо. Японія надавала українському уряду фінансову допомогу, розмір якої станом на 2009 рік становив 85,11 млн доларів США. Двосторонні відносини між двома країнами перебувають у зародковому стані.